# Gonorynchidae
I Gonorynchidae sono una famiglia di pesci ossei d'acqua salata appartenenti all'ordine Gonorynchiformes.

## Etimologia
Il nome deriva dal greco: gonos, discesa + rhyngchos, muso: a indicare la caratteristica fisica propria della famiglia.

## Descrizione
Il corpo è allungato, con la testa sporgente; la bocca è fornita di un barbiglio e la mascella è protrusibile. Le pinne sono grandi. Dorsale, anale, ventrali e caudale sono tutte vicine al peduncolo caudale. La lunghezza varia da 20 a 60 cm, secondo la specie. La livrea è variabile, il corpo è chiaro, bianco-beige oppure semitrasparente, le pinne bianche e nere oppure beige. Le scaglie sono ctenoidi. Non è presente la vescica natatoria. 

## Distribuzione e habitat
Questi pesci sono diffusi nei bassi fondali dell'Indo-Pacifico.

## Forme fossili
La famiglia dei Gonorinchidi è una delle più antiche famiglie appartenenti ai teleostei, con forme risalenti al Cretaceo, come Charitosomus, Hakeliosomus, Charitopsis. Un'altra forma ben nota, Notogoneus, è nota per fossili ritrovati in terreni dell'Eocene.

## Specie
La famiglia comprende un solo genere, Gonorynchus e 5 specie. Si pensa tuttavia che alcune specie devono ancora essere scoperte.
- Gonorynchus abbreviatus
- Gonorynchus forsteri
- Gonorynchus gonorynchus
- Gonorynchus greyi
- Gonorynchus moseleyi